# Холостой Майдан
Холостой Майдан — село в Вадском районе Нижегородской области.
Село расположено на реке Ватьма в 15 километрах к юго-юго-западу от Вада и в 19 км к востоку от Арзамаса. В нём находится сельхозпредприятие подсобное хозяйство «Майский» ФГУП «ФНПЦ НИИИС имени Ю. Е. Седакова». Имеется магазин, медпункт, детский сад, Дом культуры и библиотека. Село газифицировано, асфальтировано, есть водопровод.

## История

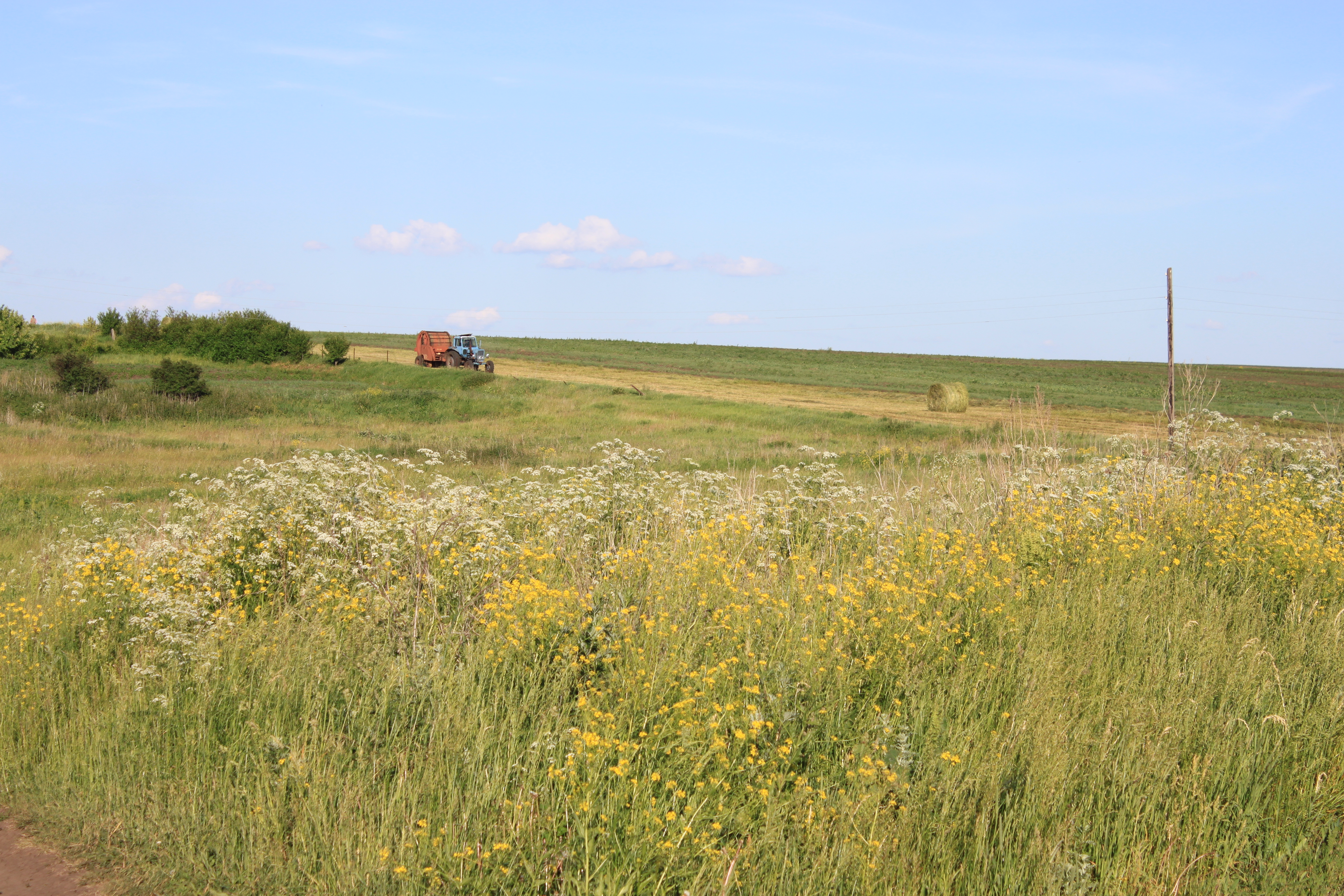
Сельхозработы в полях у села

По легенде сохранившейся среди местных жителей населённый пункт был основан в XVI веке.
В документах за 1710 год Холостой Майдан упоминается как деревня Ватьминская, деревня на тот момент имела ещё два дополнительных названия «Архангельская, Холостой Майдан тоже».
В километре от Холостого Майдана находилась деревня Засека, по утверждению историка Игоря Александровича Кирьянова в XVI веке именно здесь проходила Засечная черта.
В первой половине XIX века деревня Холостой Майдан Ватьминская тож, как и соседняя деревня Засека, принадлежала князю Андрею Петровичу Оболенскому (1769—1852), после смерти которого перешла во владения его дочери Наталье Андреевне Озеровой (1812—1901), которая была женой генерала от инфантерии Сергея Петровича Озерова.
До 1864 года жители Холостого Майдана были прихожанами Успенской церкви села Яблонка Арзамасского уезда. В 1864 году деревня Холостой Майдан стала селом, так как была построена трёхпрестольная Троицкая церковь. В Троицкий приход вошли деревни Засека, Завод (Новосёлки) и Ивановка.
Трёхпрестольная Троицкая церковь является объектом культурного наследия регионального значения, нуждается в сохранении и реставрации.
До революции село входило в состав Гарской волости Арзамасского уезда.

## Население
| 1999 | 2002 | 2010 |
| ---- | ---- | ---- |
| 269  | ↘225 | ↘161 |